# BICz-3
BICz-3 (ros. БИЧ-3) – radziecki, eksperymentalny samolot o konstrukcji bezogonowej, zbudowany pod koniec lat 20. XX wieku.

## Historia
Prekursorem i liderem w konstrukcji i budowie samolotów bezogonowych w Związku Radzieckim był Borys Iwanowicz Czeranowski. Był on autorem około trzydziestu konstrukcji samolotów i szybowców. Wśród nich znalazły się maszyny o awangardowej, jak na czasy w których powstały, konstrukcji ze skrzydłami o parabolicznym kształcie i brakiem klasycznego ogona. Już w 1921 roku Czeranowski przedstawił projekt bezogonowego samolotu ze skrzydłem o parabolicznym kształcie na krawędzi natarcia i bardzo grubym profilu. Prace prowadzone na modelach w tunelu aerodynamicznym Centralnego Instytutu Aero i Hydrodynamicznego w Moskwie, zaowocowały budową drewnianych szybowców BICz-1 i BICz-2. BICz-1 okazał się być porażką, szybowiec nie był w stanie oderwać się od ziemi podczas odbywających się w Związku Radzieckim w 1923 roku I Wszechzwiązkowych Zawodach Szybowcowych. Z kolei BICz-2 okazał się być sukcesem konstruktora, który z powodzeniem startował rok później, w 1924 roku na II Wszechzwiązkowych Zawodach Szybowcowych. Było to latające skrzydło, na którym wykonano 27 lotów. Najdłuższy z nich trwał 1 minutę i 20 sekund. Naturalnym dalszym krokiem Czeranowskiego po zdobyciu niezbędnego doświadczenia w budowie i eksploatacji bezogonowych maszyn była budowa samolotu. W 1926 roku powstał samolot oznaczony jako BICz-3. Posiadał on drewnianą konstrukcję pokrytą płótnem. Samolot napędzany był pojedynczym widlastym silnikiem Blackburne Tomtit w układzie V2 o mocy 18 KM. Samolot wyposażony był w stałe podwozie z płozą ogonową. Podwozie główne składało się z pojedynczego koła osłoniętego masywną owiewką, zabudowanego w osi samolotu. Na końcach skrzydeł, pod nimi, znajdowały się kolejne płozy, zapobiegające uszkodzeniu płata podczas startu i lądowania. Skrzydło o parabolicznym kształcie i grubym profilu posiadało prostą krawędź spływu. Kabina pilota otwarta, za nią umieszczone był usterzenie pionowe ze sterem kierunku. Jego duża powierzchnia i niewielka odległość od silnika sprawiała, iż operując w strumieniu zaśmigłowym samolotu, ster był bardzo efektywny. Ukończony prototyp wzbił się do swojego pierwszego lotu na początku 1926 roku. Przeprowadzone na przełomie stycznia i lutego tego samego roku loty badawcze pozwoliły określić charakterystyki samolotu. Najdłuższy lot, trwający 8 minut, wykonano 3 lutego. Za sterami samolotu siedział pilot B.N. Kudrin. Maszyna okazała się być bardzo zwrotna w powietrzu ale równolegle mało stabilna. Charakteryzowała się również małą prędkością lądowania. Zebrane w trakcie prób doświadczenie zostało wykorzystane przez Czeranowskiego przy budowie kolejnych maszyn w tym układzie konstrukcyjnym. 